# IC 2423
IC 2423 је спирална галаксија у сазвјежђу Рак која се налази на листи објеката дубоког неба у Индекс каталогу.
Деклинација објекта је + 20° 13' 13" а ректасцензија 8h 54m 47,1s. Привидна величина (магнитуда) објекта IC 2423 износи 13,8 а фотографска магнитуда 14,6. IC 2423 је још познат и под ознакама UGC 4667, MCG 3-23-17, CGCG 90-35, PGC 25021.